# Pedro Almodóvar

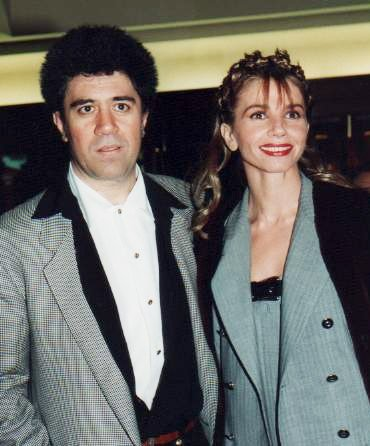
Pedro Almodóvar i Victoria Abril, 1993

Pedro Almodóvar Caballero (ur. 25 września 1949, niektóre źródła podają rok 1951, w Calzada de Calatrava) – hiszpański reżyser i scenarzysta filmowy.
Podwójny zdobywca Oscara, jeden z najbardziej znanych i cenionych na świecie reżyserów kina autorskiego.
Zasiadał w jury konkursu głównego na 45. MFF w Cannes (1992). Przewodniczył obradom jury na 70. MFF w Cannes (2017).

## Życiorys
Urodził się w Calzada de Calatrava, w prowincji Ciudad Real, Kastylia-La Mancha. W wieku 16 lat z rodzinnego miasta przeprowadził się do Madrytu. Były to czasy autorytarnej dyktatury Francisca Franco, ograniczenia wolności wypowiedzi. Kontrast między tamtym światem a dzisiejszą Hiszpanią można zobaczyć w filmie Drżące ciało. Żyjąc na marginesie tamtego systemu, Almodóvar przez wiele lat utrzymywał się z prac dorywczych, aż w końcu, na okres 12 lat, został zatrudniony w największej hiszpańskiej firmie telekomunikacyjnej – Telefónica. Stała praca umożliwiła mu zakup pierwszej kamery.
Był jedną z czołowych postaci hiszpańskiego la movida madrileña, kulturalnego renesansu po śmierci generała Franco. Opublikował powieść Fuego en las entrañas oraz zwierzenia fikcyjnej gwiazdy porno Patty Diphusa, drukowane w czasopiśmie „La Luna de Madrid”.
Już od roku 1972 tworzył filmy krótkometrażowe, jego pierwszy pełnometrażowy film został jednak wyświetlony dopiero w roku 1980. Zdjęcia do Pepi, Luci, Bom i innych dziewczyn z dzielnicy trwały ponad 18 miesięcy. Film, który kosztował około 13 tysięcy funtów, stał się przebojem i pozwolił Almodóvarowi założyć wraz z bratem wytwórnię filmową El Deseo (1985).
Jest gejem.

## Twórczość
Almodóvar, mający wyrazisty, autorski styl reżyserii, jest jednym z najbardziej znanych hiszpańskich i europejskich reżyserów. To on odkrył talent aktorski Antonia Banderasa i Penélope Cruz. Do swoich filmów sam pisze scenariusze, reżyseruje je, a w większości występuje w epizodycznych rolach i jest ich producentem.
Filmy Almodóvara to najczęściej melodramatyczne, pełne nieprawdopodobnych sytuacji historie, z elementami czarnego humoru i swobodnie wplatające do tematyki obyczajowej wątki homoseksualne. Bohaterami są często postaci z nizin społecznych, marginesu społecznego (dilerzy narkotyków, prostytutki, kryminaliści). Jego motywy są takie jak w przypadku surrealistów: oburzenie drobnomieszczańskiej moralności.
W swej twórczości Almodóvar przeszedł ewolucję od skandalizujących, utrzymanych w estetyce punkowej filmów z lat osiemdziesiątych i początku lat dziewięćdziesiątych (np. Kika) do psychologicznych komedii o kobietach (np. Wszystko o mojej matce).
Jest zdobywcą ponad 90 prestiżowych nagród filmowych m.in. Oscarów w kategorii najlepszy film zagraniczny za Wszystko o mojej matce (2000) oraz za scenariusz do filmu Porozmawiaj z nią (2003).
W Polsce Remigiusz Grzela dokonał adaptacji teatralnej zbioru felietonów Pedra Almodóvara pt. Patty Diphusa (jedynej w Polsce autoryzowanej przez Almodóvara), w której zagrała Ewa Kasprzyk, najpierw w Teatrze Rozmaitości, a później w Teatrze „Polonia”.

## Filmografia
- Pepi, Luci, Bom i inne dziewczyny z dzielnicy lub (Pepi, Luci, Bom y otras chicas del montón) (1980);
- Labirynt namiętności (Laberinto de pasiones) (1982);
- Pośród ciemności (Entre tinieblas) (1983);
- Czym sobie na to wszystko zasłużyłam? (¿Qué he hecho yo para merecer esto?) (1984);
- Matador (Matador) (1986);
- Prawo pożądania (La ley del deseo) (1987);
- Kobiety na skraju załamania nerwowego (Mujeres al borde de un ataque de nervios) (1988);
- Zwiąż mnie (¡Átame!) (1989);
- Wysokie obcasy (Tacones lejanos) (1991);
- Kika (Kika) (1993);
- Kwiat mego sekretu (La flor de mi secreto) (1995);
- Drżące ciało (Carne trémula) (1997);
- Wszystko o mojej matce (Todo sobre mi madre) (1999);
- Porozmawiaj z nią (Hable con ella) (2002);
- Złe wychowanie (La mala educación) (2004);
- Volver (Volver) (2006);
- Przerwane objęcia (Los abrazos rotos) (2009);
- Skóra, w której żyję (La piel que habito) (2011);
- Przelotni kochankowie (Los amantes pasajeros) (2013);
- Julieta (2016);
- Ból i blask (Dolor y gloria) (2019);
- Ludzki głos (The Human Voice) (2020);
- Matki równoległe (Madres paralelas) (2021);
- Dziwne ścieżki życia (Extraña forma de vida) (2023);
- W pokoju obok (The Room Next Door) (2024).